# Grammy Award de la meilleure composition inédite de jazz
 (mai 2025).
Le Grammy Award for Best Original Jazz Composition (« Grammy Award de la meilleure composition inédite de jazz ») est une récompense musicale qui était décernée entre 1961 et 1967 à des artistes de jazz lors de la cérémonie des Grammy Awards.

## Historique
Lorsque le prix pour cette catégorie est décerné pour la première fois en 1961, la catégorie s'intitule Best Jazz Composition of More Than Five Minutes Duration (« Meilleure composition de jazz d'une durée supérieure à cinq minutes »). L'année suivante la catégorie est renommée Grammy Award for Best Original Jazz Composition.

## Liste des lauréats
L'année indiquée est celle de la cérémonie et récompense un travail réalisé l'année précédente.
| Année | Artiste/compositeur récompensé | Composition                                                   | Autres nommés et leur composition | Lauréat | Ref.  |
| ----- | ------------------------------ | ------------------------------------------------------------- | --- | ------- | ----- |
| 1961  | Gil Evans, Miles Davis         | Sketches of Spain                                             | - Bob Brookmeyer – Blues Suite - Dave Brubeck – Blue Rondo a la Turk - Duke Ellington – Idiom '59 - Jimmy Giuffre – Western Suite                                                                                           |         | [ 1 ] |
| 1962  | Galt MacDermot                 | African Waltz interprété par Cannonball Adderley              | - Andre Previn – A Touch of Elegance - Dave Brubeck – Unsquare Dance - J.J. Johnson – Perceptions - Lalo Schifrin – Gillespiana                                                                                             |         |       |
| 1963  | Vince Guaraldi                 | Cast Your Fate to the Wind interprété par Vince Guaraldi Trio | - Paul Desmond – Desmond Blue - Eddie Sauter – Focus - Quincy Jones – Quintessence - Henry Mancini – Sounds of Hatari! - Charlie Mingus – Tijuana Moods - Lalo Schifrin – Tunisian Fantasy                                  |         |       |
| 1964  | Steve Allen, Ray Brown         | Gravy Waltz interprété par Steve Allen                        | - Charlie Mingus – Black Saint and the Sinner Lady - Kenyon Hopkins – East Side-West Side - Dick Grove, Pete Jolly, Tommy Wolf – Little Bird - Newton Mendonça, Antônio Carlos Jobim – Meditation - Paul Desmond – Take Ten |         |       |
| 1965  | Lalo Schifrin                  | The Cat                                                       | - Bob Florence – Here and Now - Duke Ellington – Night Creature - Gerald Wilson – Paco - Quincy Jones – The Witching Hour - Dave Brubeck – Theme from Mr. Broadway                                                          |         |       |
| 1966  | Lalo Schifrin                  | Jazz Suite on the Mass Texts interprété par Paul Horn         | - John Coltrane – A Love Supreme - Wes Montgomery – Bumpin' - Oscar Peterson – Canadiana Suite - Eddie Sauter – Mickey One - Duke Ellington, Billy Strayhorn – Virgin Islands Suite                                         |         |       |
| 1967  | Duke Ellington                 | In the Beginning God                                          | - Bob Brookmeyer – ABC Blues - Bill Evans – Time Remembered - John Handy – If Only We Knew - Claus Ogerman – Jazz Samba - Lalo Schifrin – Marquis de Sade                                                                   |         |       |